# Vassända-Naglums landskommun
Vassända-Naglums landskommun var en kommun i dåvarande Älvsborgs län, Västergötland.

## Administrativ historik
Vid kommunreformen 1862 övergick socknens ansvar för de kyrkliga frågorna till församlingarna och för de borgerliga frågorna till kommunerna. Vassända och Naglums socken socknar bildade då en gemensam kommun, men fortsatte som separata församlingar fram till 1888. 
Vassända-Naglums kommun låg mellan Trollhättan och Vänersborg, och förorter till de bägge orterna växte fram inom kommunens gränser. Förorten Strömslund införlivades med Trollhättan när det samhället blev stad, medan Vänersborgs förorter blev kvar i Vassända-Naglum. 
Kommunen upplöstes 1945, varvid den norra delen införlivades med Vänersborgs stad och den södra delen införlivades med Trollhättans stad.

## Politik

### Mandatfördelning i valen 1938-1942
| 17 | 5 | 2 |  |

| 23 |

|  | 17 | 4 | 2 |  |

| 23 |